# Костянтинівка (Вознесенський район)
Костянтинівка — селище в Україні, в Южноукраїнській міській громаді Вознесенського району Миколаївської області України. До 2020 року центр селищної ради. Розташована на лівому березі Південного Буга, за 15 км на південний захід від Арбузинки і найближчої залізничної станції Кавуни на лінії Колосівка-Помічна Одеської залізниці. Через селище проходить автомобільна дорога Первомайськ — Вознесенськ — Миколаїв.

## Археологія
Відомості про перших мешканців в цій місцевості йдуть в глиб віків. Біля Костянтинівки і Бузького виявлені залишки поселення епохи мезоліту 60 тис. років тому, декілька поселень епохи неоліту, міді і бронзи (V, IV і II тисячоліття до н. е.).
На одному з поселень пізньої бронзи (кінець II тисячоліття до н. э.) Катакомбної культури розкопані 10 багатокамерних споруд і майстерня з обробки шкіри. Досліджені поховання ранньої бронзи (III тисячоліття до н. е.), а також поховання VII ст. до н. е. з набором стріл в сагайдаку.
Збереглися кам'яні скульптури кочівників XI—XII віків.

## Історія

### Козацький зимівник
На початку XVIII ст. на місці нинішнього селища був запорізький зимівник, що охороняв переправи в районі Богданівських порогів на важливому торговою шляху з Галіції в Крим. Бугогардівська паланка, на території якої знаходився козацький фортпост, в 30-х роках XVIII ст. часто піддавалася грабіжницьким набігам татар. Під час одного з них пост був спалений. Згодом козаки побудували тут новий укріплений пункт, навколо якого почали селитися утікачі. У другій половині XVIII ст. кількість жителів його значно зросла за рахунок селян-утікачів.

### Під імперським ярмом
У 1782 р. царський уряд завітав 720 десятини землі колишньої Бугогардівської паланки поміщикові Байдакові. У 80-х роках XVIII ст. сюди переселилося багато молдаван, що рятувалася від ярма турецьких феодалів, які продовжували панувати в Молдавії. У документах кінця XVIII ст. населений пункт згадується під назвою Костянтинівка. Його населення займалося землеробством, скотарством. Сіяли головним чином ярову пшеницю, ячмінь, жито. Недалеко від села на берегах Південного Буга височіли гранітні скелі. Тут примітивним способом добували граніт для мощення доріг. Поступово жителі села потрапляли в кріпосну залежність.
За 1817 м. Костянтинівка увійшла до складу 3-го округу Херсонського військового поселення. Тут розквартирували сотню козаків Бузького уланського полку. Жителі села разом з несенням військової служби займалися сільським господарством. Життя у військовому поселенні строго регламентувалося. У 1827 р. військових поселенців поділили на поселенців-хазяїв і їхніх помічників. Кожен хазяїн, що входив в поселенський підрозділ, отримував ділянку землі, будинок, сільськогосподарський інвентар. Помічники зараховувалися в діючі або резервні ескадрони.
Від хазяїна залежали три помічники: два — з діючих підрозділів і один — з резервного. Останній фактично був
працівником хазяїна. Хлопчики з 7-річного віку зараховувалися в школу кантоністів, де навчалися військової справи, а з 18 років переводилися у військові підрозділи. Важкі умови 20-річної солдатської служби, нещадна експлуатація призводили до розорення основної маси селян. Більшість з них віддавала за борги багатим свої клаптики землі. Крім того, земельні наділи зменшувалися зі зростанням населення, яке до часу ліквідації військових поселень (1857 р.) досягло вже 1919 мешканців
Після ліквідації військових поселень селян Костянтинівки віднесли до розряду державних. Згідно із законом від 24 листопада 1866 р. про поземельне облаштування державних селян за жителями села закріпили земельні наділи, що знаходилися до цього в їх користуванні, але вони зобов'язані були щорічно платити так звану державну оброчну подать. Оскільки їх землі були малопридатними для оранки, селяни вимушені були орендувати у поміщиків родючіші ділянки, орендна плата за які безперервно росла.
Разом з цим вони відбували дорожню, підводну і інші повинності. Право повної власності на землю державні селяни отримали згідно із законом від 12 червня 1886 р. про обов'язковий викуп земельних наділів.
З розвитком капіталізму в пореформений період поглиблювалося класове розшарування селянства. У кінці 80-х років XIX ст. понад 40 відс. селян-бідняків села користувалися 1-3 десятиною землі, 20 відс. населення не мало її зовсім.
Середнякам (30 відс. населення) належало 17 відс. земельних угідь, заможні селяни, що становили 7-8 % жителів, володіли 70 % усіх земель, а колоністам Геку і Дауенгауеру належало 1,4 тис. десятини землі. У більшості селянської бідноти не було ні тягла, ні інвентарю.
Матеріальне становище більшості селян погіршувалося і у зв'язку зі значним зростанням орендних і продажних цін на землю. Через відсутність достатньої кількості робочої худоби, сільськогосподарських машин і інвентарю застосовувалися примітивні сівозміни, земля оброблялася погано, що спричиняло за собою виснаження ґрунту. Усе це разом з несприятливими кліматичними умовами призводило до частих неврожаїв. Особливо важкими виявилися 1880, 1882, 1885, 1889—1891, 1896—1899 років. У 1885 р. в Костянтинівці налічувалися 2663 жителі (527 дворів).
У той час тут діяли 17 дрібних промислових підприємств, у тому числі 8 водяних і вітряних млинів, склад лісу, 24
крамниці. Почалися розробки родовищ граніту. У кар'єрі, що належав підприємцеві Гінсбургу, в 1881 р. працювали за наймом 68 осіб.
Поступово Костянтинівка ставала досить жвавим торговим пунктом. У селі тричі на рік збиралися багатолюдні ярмарки, щотижня — базари. Зерно, м'ясо, вироби місцевих кустарів йшли на ринки Ольвіополя і Вознесенська. У Костянтинівці, як і усюди в Україні, поглиблювався процес соціального розшарування селянства. Нещадна експлуатація бідних верств населення посилювалася з року в рік.

### Революційні події 1905—1907 років
Під час революції 1905—1907 рр. в Костянтинівці за допомогою революціонерів із Вознесенська у 1905 р. створений підпільний гурток, до якого увійшли М. Г. Блануца, Ф. А. Вижол, П. М. Панченко і інші — всього 11 осіб. Заняття в кухлі часто проводили пропагандисти з Вознесенська і Ольвіополя. Тоді ж оформилася селянська бойова дружина. Бідне селянство села взяло активну участь у боротьбі проти царизму і поміщиків. У 1905 р. костянтинівці спалили садиби трьох заможних селян, почали захоплювати і ділити серед бідноти землю. Незважаючи на репресії, хвилювання в селі не припинялися. У 1907 р. поліцейське управління Лизаветградського повіту відмічало, що «революційний чад здатний дійти до розмірів 1905 року». У повіті оголосили надзвичайний стан. У село прибув каральний загін. Бойову дружину Костянтинівки розгромили, активних учасників виступів заарештували. Карателі стратили Г. П. Блануцу, його сина Митрофана і П. М. Панченко — одного з керівників бойової дружини. Членів підпільного гуртка Ф. Г. Лойтера, Г. Е. Чернія і ще декількох осіб відправили на каторгу.
Першу приходську однокласну школу на 25 учнівських місць відкрили в 1882 р. У 1912 р. сільська громада на свої кошти побудувала ще одну земську однокомплектну школу.

### Перша Світова війна
Під час Першої світової війни положення селян Костянтинівки ще більше погіршало. 370 працездатних чоловіків відправили на фронт. У 1916 г, доведених до відчаю дружини мобілізованих солдатів розгромили хлібні магазини. Селяни відмовлялися здавати продукти, ухилялися від виконання трудової повинності, введеної у зв'язку з війною. На початку лютого 1917 р. волосне правління повідомляло губернське жандармське управління, що в Костянтинівці «можна чекати виникнення аграрних безладів».

### Період української революції
Після утворення в Києві Української Центральної Ради в селі в травні 1917 р. був створений земельний комітет, але його діяльність обмежував громадський комітет. На волосному мітингу було обрано Раду селянських депутатів на чолі з бідняком М. Г. Блануцей.
У березні 1918 р. за брестським мирний договором у село увійшли німецькі війська.
Після падіння уряду Української Держави Гетьмана Павла Скоропадського в Україні в листопаді 1918 р. в селі було встановлено владу Директорії Української Народної Республіки.
У березні 1919 р. більшовицькі бригади на чолі з П. С. Ткаченко захопили владу в селі.
У липні 1919 р. відбулося повстання в селі проти Радянської влади. Місцеві селяни розправилися з комуністами, активістами. Для придушення повстання з Одеси прибув загін більшовиків під командуванням Ф. А. Анулова.
У кінці серпня 1919 р. в Костянтинівну увірвалися денікінці, що встановили режим жорстокого терору. У січні 1920 більшовики розпочали бої за село з денікінцями. Костянтинівка кілька разів переходила з рук в руки. 31 січня 1920 р. бійці 405-го стрілецького полку 135-ї бригади 14-ї армії більшовиків захопили село.

### Радянська окупація
У лютому 1920 р. створюється сільський ревком, який очолив місцевий бідняк Т. І. Ігнатьєв. Сельревком діяв до кінця 1920 р., після чого передав свої повноваження Раді робочих, селянських і червоноармійських депутатів. Головою його селяни обрали місцевого активіста Н. М. Вівчаря.
В результаті здійснення закону Всеукрревкома від 5 лютого 1920 р. селян наділили землею. Всього в селі налічувалася більше тисячі одноосібних господарств. Селяни-бідняки через відсутність тягла і інвентаря не могли обробляти отриману землю. Створений 27 липня 1920 р. комнезам на чолі з комуністом С. С. Марьяновим. При активній участі Комнезему для потреб хліборобів була організована прокатна станція сільськогосподарського інвентаря, при ній обладнали невелику кузню.
Комнезам допомагав вилучати землю і зерно у заможних селян, розгорнув боротьбу за виконання продрозкладки. До кінця 1920 р. селяни Костянтинівки здали державі 4,3 тис. пудів хліба. Працювало вісім млинів, якими користувалися селяни усіх довколишніх сіл. На млинах і маслобійнях працювали 73 робітники.
Проводилася розробка місцевих родовищ граніту. Відкрилися шість промислових і один продовольчий магазини, у яких товари продавалися за твердими цінами.
У 1921 р. виникли ТОЗи «Колос добра» і «Дмитрівка». Сільськогосподарський інвентар вони отримали з колишніх поміщицьких маєтків. Через рік таких товариств в селі стало вже шість.
У 1928 р. ТОЗ «Воля» користувався 507 га землі, мав трактор, 5 сівалок, 10 жаток.
З 1923 по1930 Костянтинівка була районним центром Первомайського округу.
У 1921 р. був відкритий пункт медичної допомоги, а в 1924 р.- лікарня на 15 ліжок (у ній працювали лікар і фельдшер) і аптеку. Ще на початку 1920 р. за рішенням волосного ревкома громадська комісія з боротьби з неписьменністю організувала роботу гуртків Лікнепу, а також початкової школи. За ініціативою сільської Ради було засновано товариство «Друг дітей», яке узяло шефство над інтернатом. Члени його придбали на громадські кошти підручники, зошити, олівці. У 1923 р. у Костянтинівці в урочистій обстановці відкрився сільський клуб. Жіночій відділ організував при нім гурток крою і шиття.

### Колективізація
Виконуючи рішення XV з'їзду ВКП(б), що проголосив курс на колективізацію сільського господарства, комуністи села розгорнули велику репресивну компанію із створення колгоспів. У 1929 р. на базі ТОЗов організували перший колгосп «Зелений барвінок», а наступного року — ім. Жовтневої революції, ім. Маркса-Леніна, ім. 12-річчя Жовтня.

## Населення

### Мова
Розподіл населення за рідною мовою за даними перепису 2001 року:
| Мова            | Кількість | Відсоток |
| --------------- | --------- | -------- |
| українська      | 2484      | 88.52%   |
| російська       | 279       | 9.94%    |
| румунська       | 26        | 0.93%    |
| вірменська      | 12        | 0.43%    |
| білоруська      | 3         | 0.11%    |
| болгарська      | 1         | 0.04%    |
| інші/не вказали | 1         | 0.03%    |
| Усього          | 2806      | 100%     |

## Персоналії
Чернєй Володимир Васильович (1956) — генерал-майор міліції (генерал поліції першого рангу). Раніше був проректором Київського національного університету внутрішніх справ. Нині - ректор Національної академії внутрішніх справ. 